# Johann Sigismund (Brandenburg)

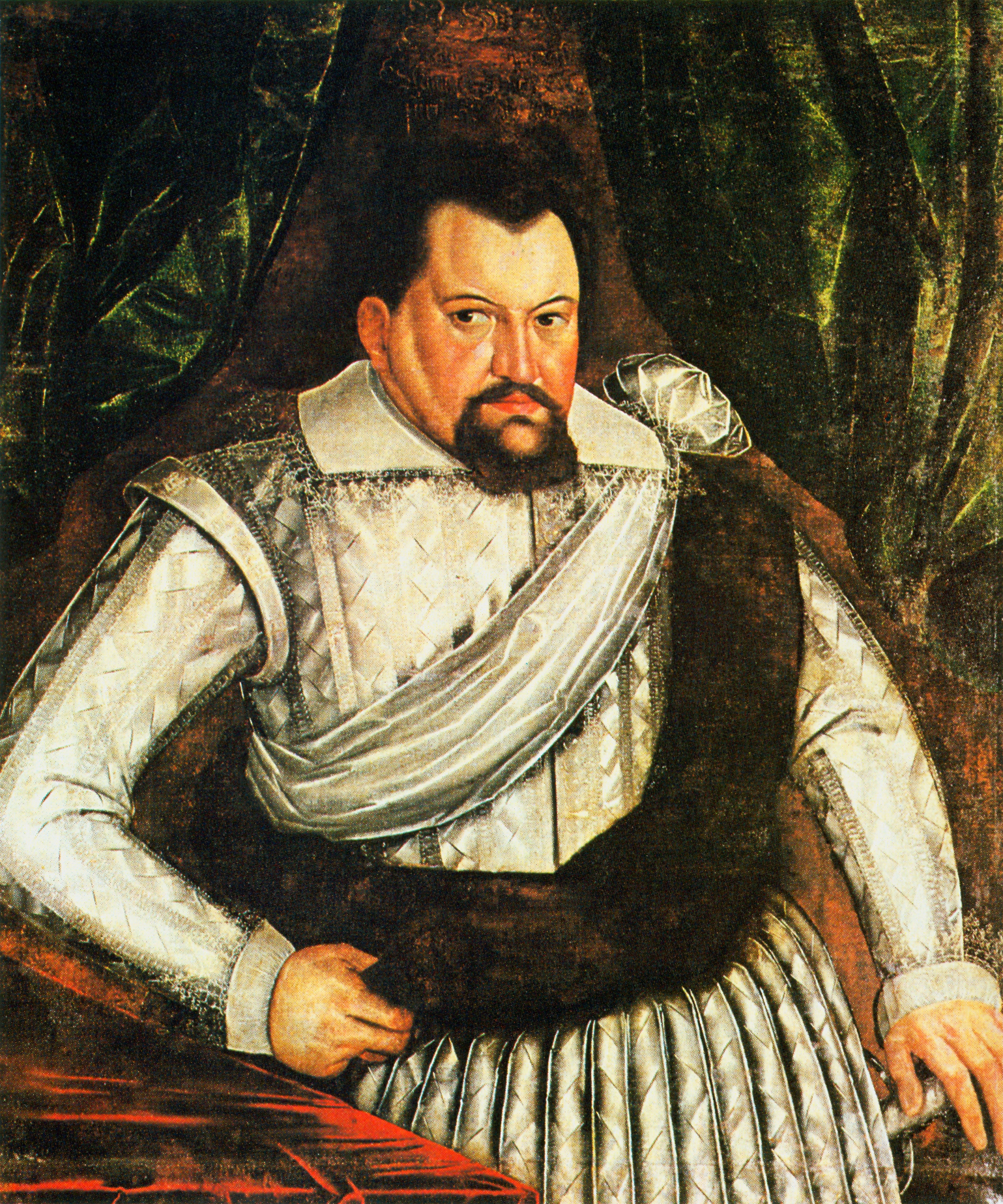
Kurfürst Johann Sigismund von Brandenburg, um 1610

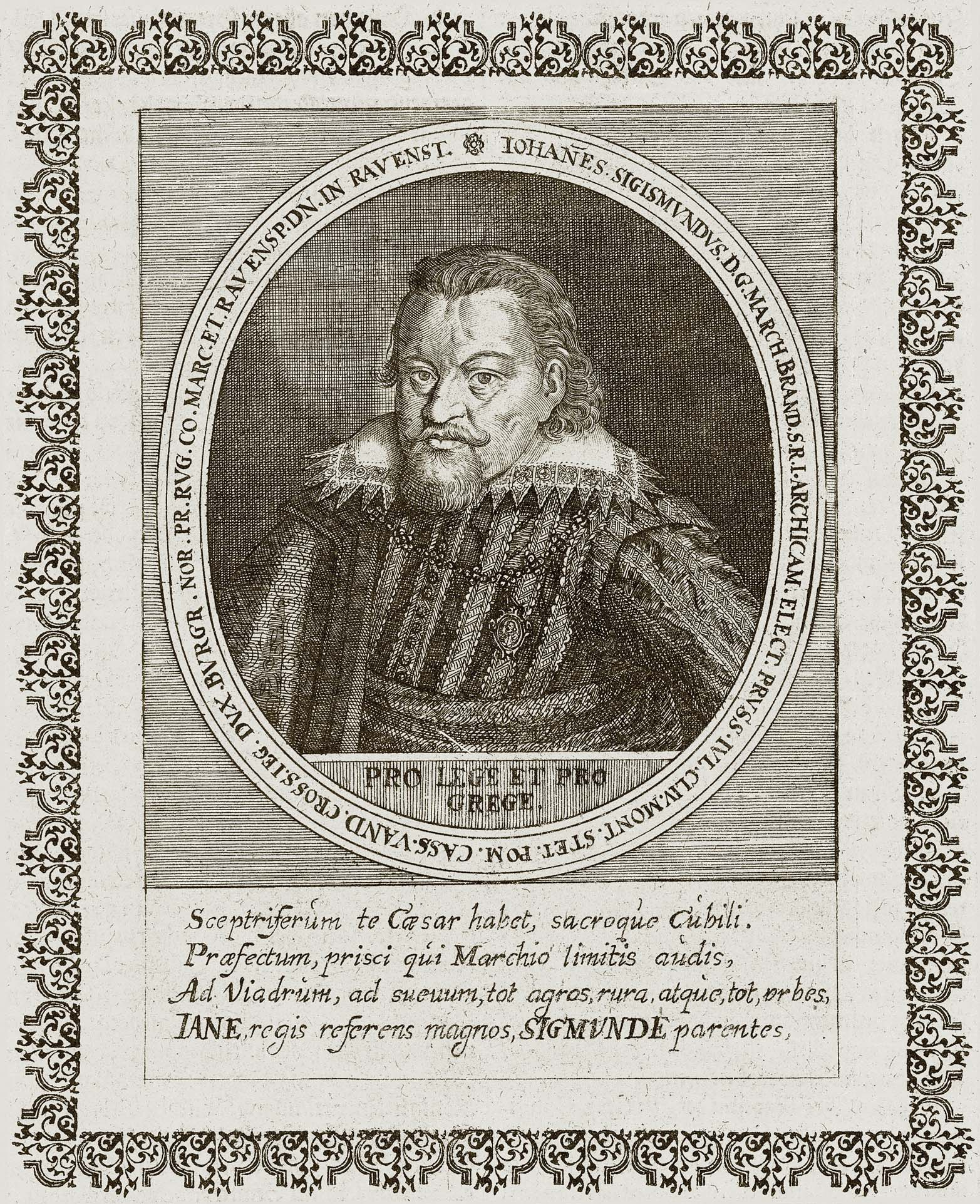
Kupferstich mit dem Porträt Johann Sigismunds aus dem Werk Theatrum Europaeum von 1662

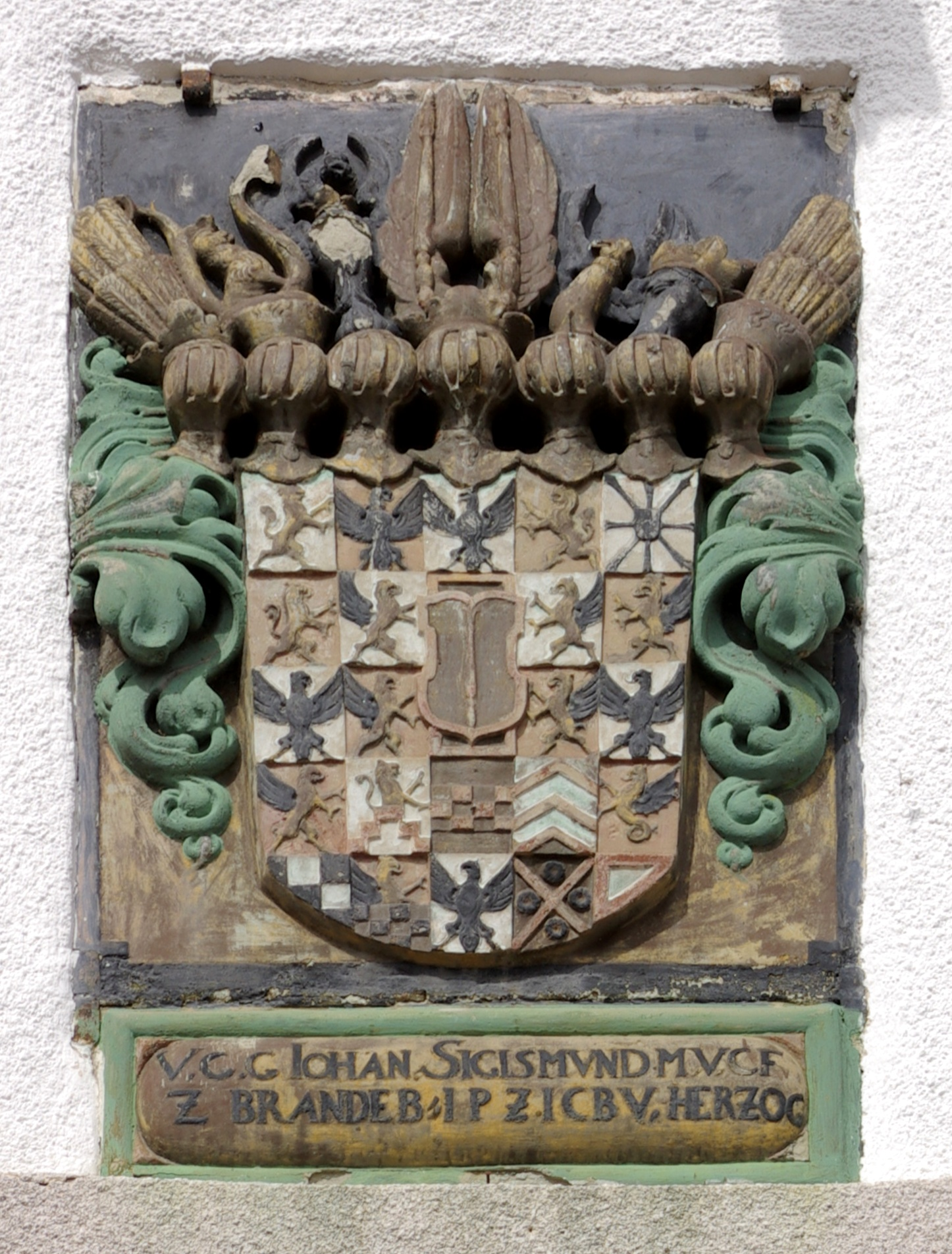
Wappen von Johann Sigismund von Brandenburg am Rathaus von Drengfurth (polnisch Srokowo)

Johann Sigismund, Markgraf von Brandenburg (* 8. November 1572 in Halle; † 23. Dezember 1619jul. / 2. Januar 1620greg. in Berlin) war ab 1608 Kurfürst von Brandenburg. Dem Haus Hohenzollern entstammend, war er von 1608 bis 1618 Administrator, dann Erbe des Herzogtums Preußen.

## Leben
Johann Sigismund war der älteste Sohn aus der Ehe des späteren Kurfürsten Joachim Friedrich von Brandenburg mit Katharina von Brandenburg-Küstrin. Er wuchs unter dem maßgeblichen Einfluss seines Großvaters, des Kurfürsten Johann Georg, auf. An dessen Hof erhielt er eine am lutherischen Bekenntnis ausgerichtete religiöse Erziehung.
1588 verließ er vorübergehend das Schloss seiner Eltern in Wolmirstedt und begleitete seinen jüngeren Bruder nach Straßburg, um gemeinsam mit mehreren anderen hohen Reichsadligen dessen Ansprüche auf das dortige Domkapitel zu unterstreichen. Nach einer kurzen Kavalierstour kehrte er 1589 nach Wolmirstedt zurück.
Nach seiner Heirat wohnte er mit seiner Frau Anna von Preußen in Zechlin, von wo aus er mehrfach mit seiner Familie zu seiner Schwiegermutter Maria Leonora von Preußen nach Königsberg reiste, um dort zu jagen.
Mit dem Beginn seiner Regierungszeit in Brandenburg 1608, dem Erbfall am Niederrhein 1609 und den zähen Verhandlungen mit Polen über das Herzogtum Preußen wurden zunehmend seine persönlichen Schwächen sichtbar: Er war entscheidungsunwillig, zog sich immer wieder wochen- und monatelang zum Jagen und Kartenspielen in die Wälder Preußens zurück, überließ die Regierung Statthaltern und war durch Personen in seiner Nähe leicht beeinflussbar. Seine anfangs durchaus glückliche Ehe war zerrüttet, wobei er Streitigkeiten mit seiner energischen Frau möglichst aus dem Wege ging.
1616 erlitt der Kurfürst einen Schlaganfall, von dem er sich nicht mehr erholen sollte. 1619 übergab er die Regierungsgeschäfte noch vor seinem Tode an seinen ältesten Sohn, den Kurprinzen Georg Wilhelm. Seine letzte Ruhestätte befindet sich in der Hohenzollerngruft des Berliner Doms.

## Erwerb des Herzogtums Preußen
Wie sein Vater Joachim Friedrich erwarb auch Johann Sigismund die Kuratel über seinen Schwiegervater Herzog Albrecht Friedrich von Preußen und damit die Administration in dem zum Königreich Polen gehörigen Herzogtum Preußen. Erst nach hohen Geldzahlungen und erheblichen Zugeständnissen für die Katholiken in Königsberg war König Sigismund III. von Polen 1612 bereit, ihm das Herzogtum auch als polnisches Lehen zu übertragen. Mit Albrecht Friedrichs Tod starben 1618 die fränkisch-preußischen Hohenzollern aus. Ihr Erbe fiel an die Brandenburger Hohenzollern und somit an Johann Sigismund, der jedoch schon gesundheitlich stark beeinträchtigt war und im Jahr darauf starb.

## Ansprüche auf Jülich-Kleve-Berg
Nach dem Aussterben des klevischen Herzoghauses im Januar 1609 erhob Johann Sigismund als Vormund seiner Ehefrau Anna von Preußen Anspruch auf das alleinige Erbe an den Vereinigten Herzogtümern Jülich-Kleve-Berg.
Gegen seinen Willen schloss sein Bruder Ernst, den er als Statthalter an den Niederrhein geschickt hatte, im Juni 1609 einen Vertrag mit Wolfgang Wilhelm von Pfalz-Neuburg, der ebenfalls Erbansprüche erhob, über eine gemeinsame Regierung in den strittigen Gebieten.
Nach dem Scheitern eines Angriffs brandenburgischer Soldaten auf Düsseldorf zur Verdrängung Wolfgang Wilhelms und dem Einmarsch einer spanischen Armee unter Ambrosius Spinola kam es 1614 zum Vertrag von Xanten, in dem Johann Sigismund vorläufig die alleinige Regierung im Herzogtum Kleve und in den Grafschaften Mark und Ravensberg zugesprochen wurde.
Da der Kaiser die Erbansprüche Brandenburgs und Pfalz-Neuburgs nicht anerkannte, war die Führung der Titel „Herzog in Jülich, Kleve und Berg“ durch Johann Sigismund auf Reichsebene rechtlich nicht zulässig. Auf Reichstagen stand Brandenburg daher auch kein Stimmrecht im Fürstenkollegium für das Herzogtum Kleve zu.

## Konversion zum Calvinismus
Am Weihnachtstag 1613 (25. Dezember 1613jul. / 4. Januar 1614greg.) trat Johann Sigismund im Berliner Dom vom lutherischen zum reformierten Bekenntnis über, ein Ereignis, das zu den wichtigsten der brandenburgisch-preußischen Geschichte zählt. Bisherige Untersuchungen gingen von einer politischen oder religiösen Motivation des Kurfürsten aus. Unter Berücksichtigung regionalgeschichtlicher Studien sowie neuerer Erkenntnisse zur „Zweiten Reformation“ und zur Persönlichkeit Johann Sigismunds gehen neuere Forschungen davon aus, dass diese Konversion ein Ergebnis der Einwirkung eines Personenkreises auf den Kurfürsten war. Die calvinistische Aktionspartei im Westen des Reiches unternahm mit Hilfe einer „personalen Brücke“ (Gerhard Oestreich), zu der vor allem Räte (u. a. Adam Gans Edler zu Putlitz), Prediger und Hofmeister gehörten, mehrfach und letztlich erfolgreich den Versuch, auch Brandenburg in das Netzwerk des sich um 1600 herausbildenden „protestantischen Internationalismus“ (Heinz Schilling) einzugliedern, wobei sie zunächst Einfluss auf die Brüder Ernst und Johann Georg von Brandenburg sowie auf seinen Sohn Georg Wilhelm nahm.
In der 1614 von seinem Hofprediger Martin Füssel verfassten Schrift „Confessio Sigismundi“ (auch „Marchia“ genannt) gestattete er indes seinen Landeskindern, diesen Übertritt nicht nachzuvollziehen, und begründete damit eine Ausnahme von der im Augsburger Religionsfrieden von 1555 vorgesehenen Formel cuius regio eius religio. Wegen des äußerst heftigen Widerstands der brandenburgischen Geistlichen  (etwa beim Berliner Tumult 1615) blieb die Bevölkerung fast vollständig lutherisch. Das Herrscherhaus bestand aber darauf, dass die Mitglieder der Führungsschicht (hohe Beamte und Offiziere) zum Calvinismus übertraten. Man spricht daher in Brandenburg von einem „Hofcalvinismus“.

## Denkmal in der Siegesallee

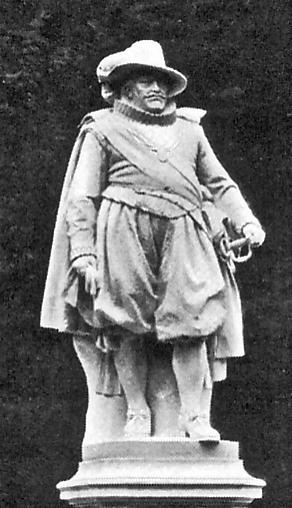
Denkmal Johann Sigismunds, um 1901

Für die ehemalige Berliner Siegesallee gestaltete der Bildhauer Peter Breuer die Denkmalgruppe 23 mit einem Standbild Johann Sigismunds als Hauptfigur, die am 30. August 1901 enthüllt wurde. Als Nebenfiguren waren dem Standbild Büsten des Oberburggrafen Fabian von Dohna und des Geheimen Rats und Landeshauptmanns Thomas von dem Knesebeck zugeordnet, der sich um einen Ausgleich zwischen Lutheranern und Calvinisten bemüht hatte. Die mit ruhigem, ernsten Gesicht und in fester Haltung dargestellte Hauptfigur betont die feste Haltung Johann Sigismunds in Glaubensfragen. Die füllige Gestalt in spanisch-niederländischer Tracht mit weiten Pluderhosen kennzeichnete die zeitgenössische Kritik als „Falstafffigur“. Das Standbild ist erhalten, hat allerdings ein abgeplatztes Gesicht und weitere erhebliche Schäden. Es ruht seit Mai 2009 in der Zitadelle Spandau.

## Nachkommen
Am 19. Oktober 1594 heiratete Johann Sigismund in Königsberg Anna von Preußen (* 1576; † 1625), die älteste Tochter des Herzogs Albrecht Friedrich von Preußen und dessen Gattin Marie Eleonore von Jülich-Kleve-Berg. Mit ihr hatte er acht Kinder:
- Georg Wilhelm (1595–1640), Kurfürst und Markgraf von Brandenburg

⚭ 1616 Prinzessin Elisabeth Charlotte von der Pfalz (1597–1660)
- Anna Sophia (1598–1659)

⚭ 1614 Herzog Friedrich Ulrich von Braunschweig-Wolfenbüttel (1591–1634)
- Maria Eleonore (1599–1655)

⚭ 1620 König Gustav II. Adolf von Schweden (1594–1632)
- Katharina (1602–1644)

⚭ 1. 1626 Fürst Gábor Bethlen von Siebenbürgen (1580–1629)
⚭ 2. 1639 Herzog Franz Karl von Sachsen-Lauenburg (1594–1660)
- Joachim Sigismund (1603–1625)
- Agnes (1606–1607)
- Johann Friedrich (1607–1608)
- Albrecht Christian (*/† 1609)

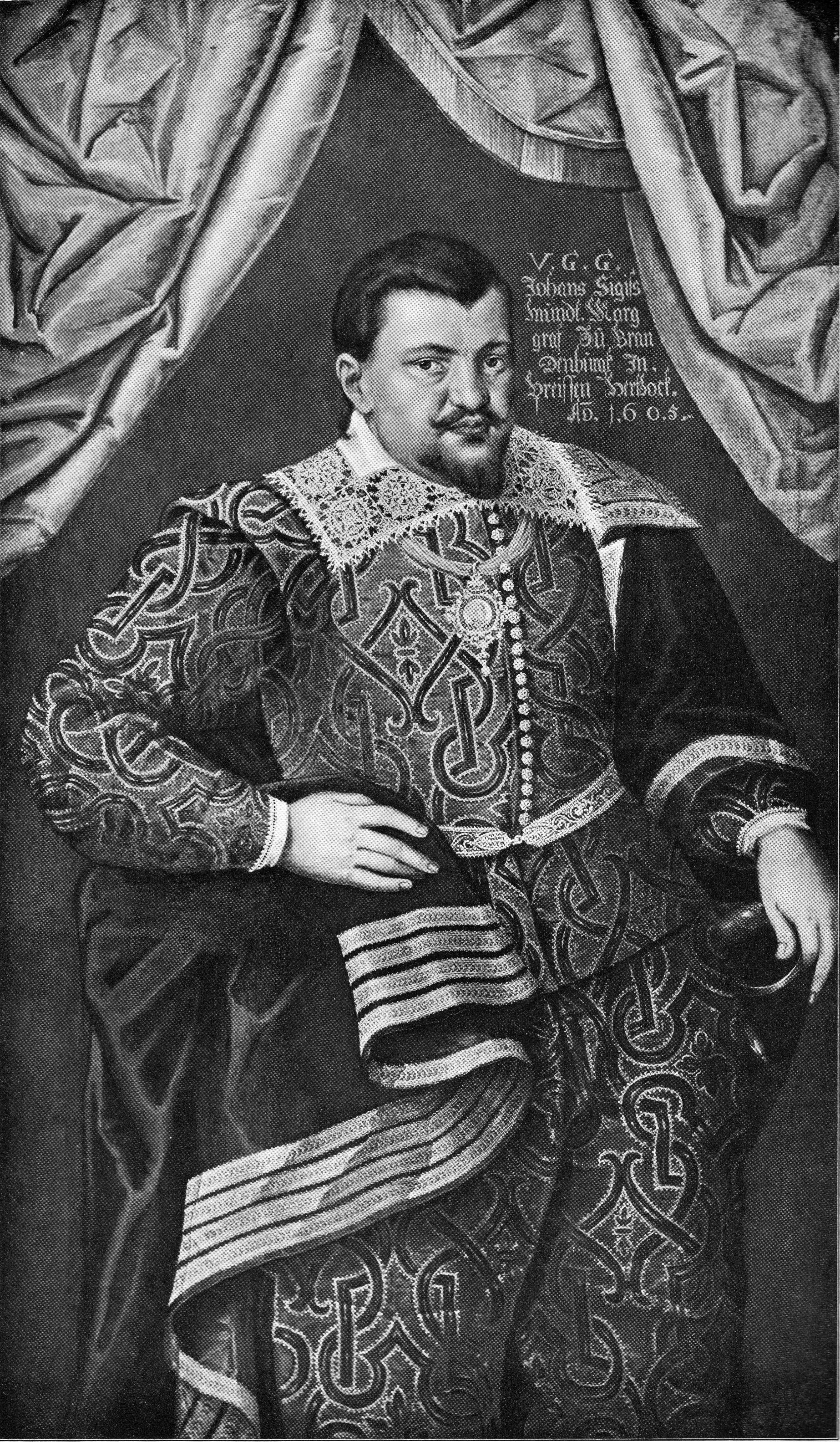
Johann Sigismund
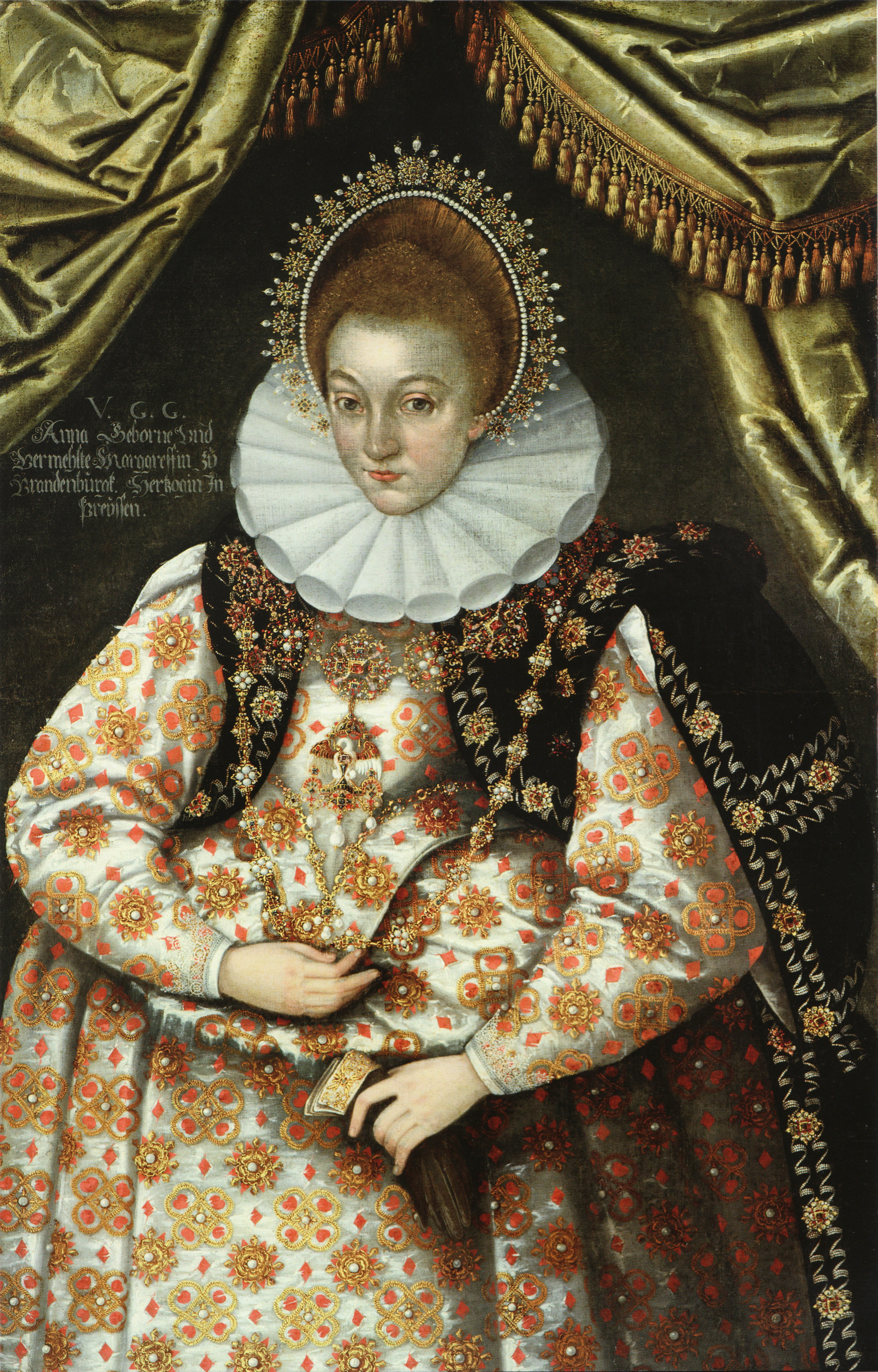
Anna von Preußen
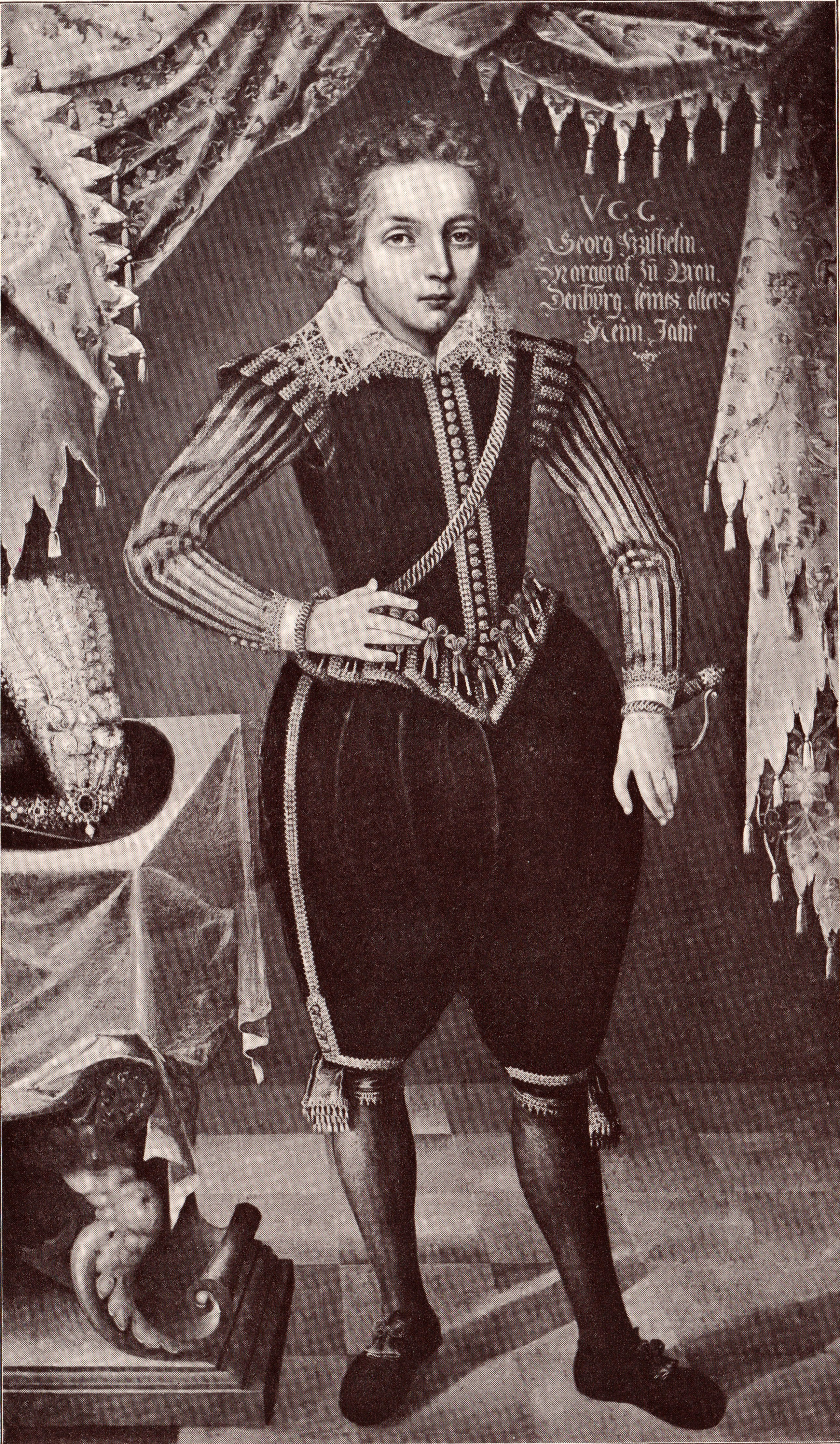
Georg Wilhelm
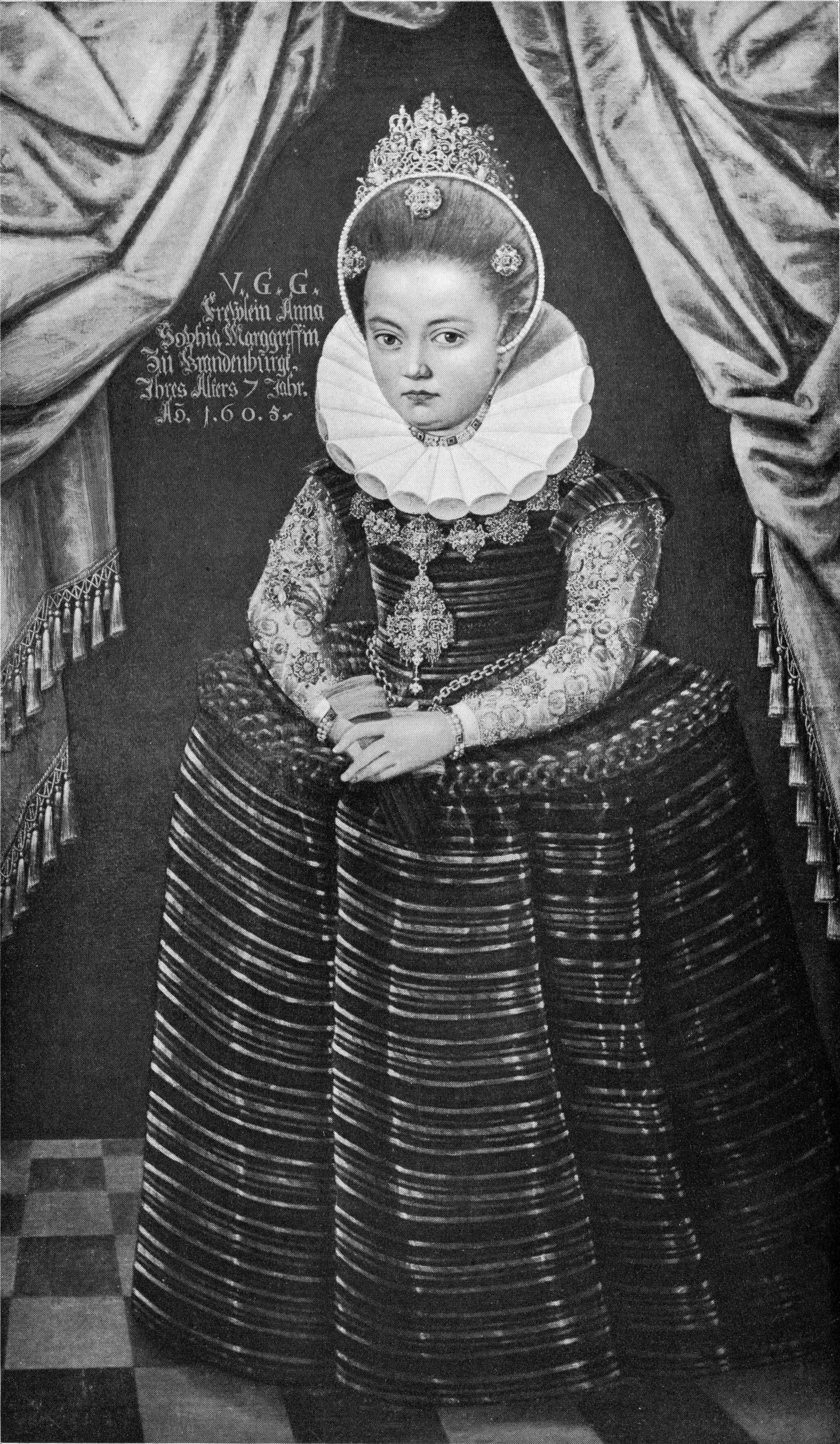
Anna Sophia
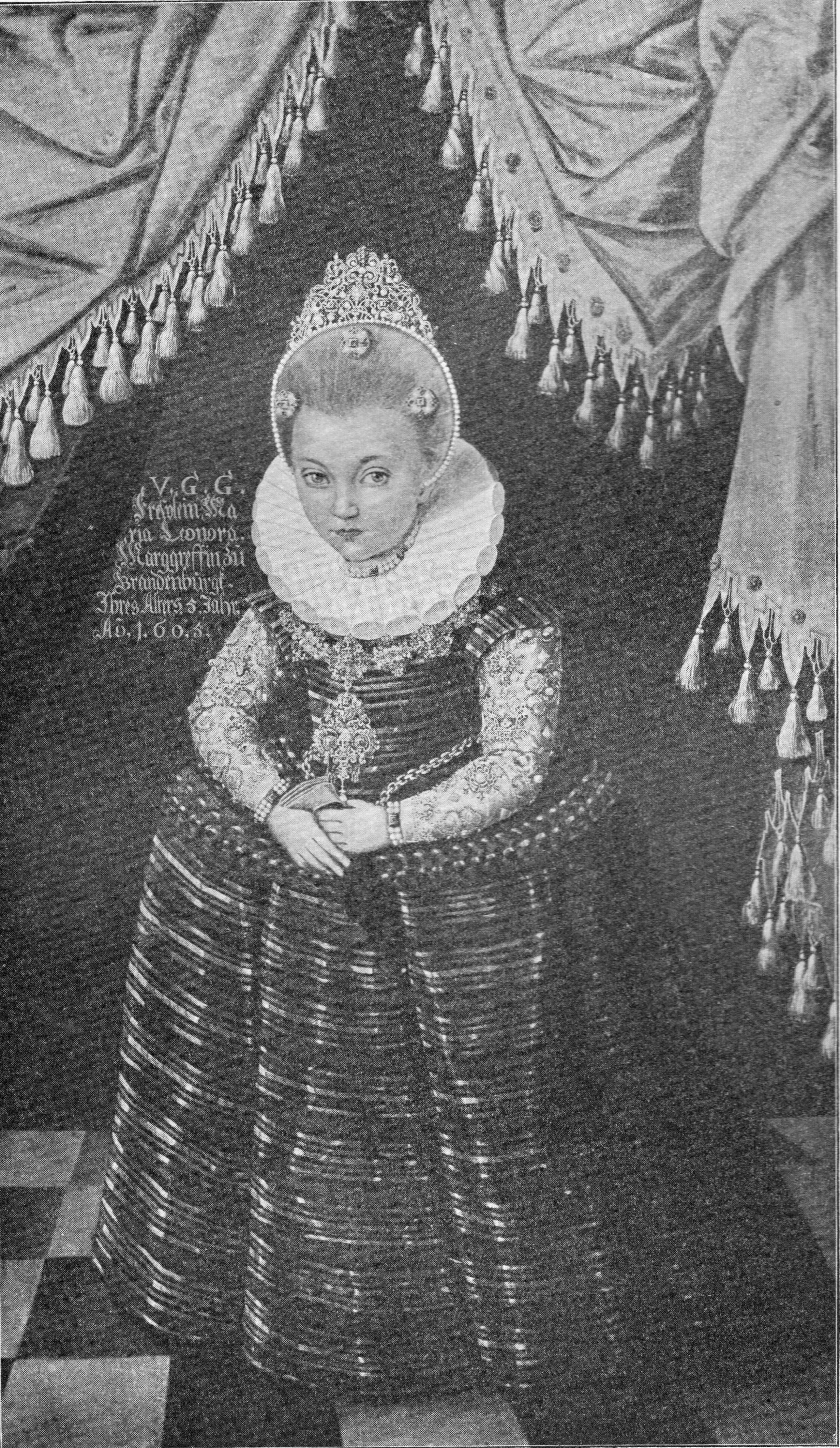
Maria Eleonore
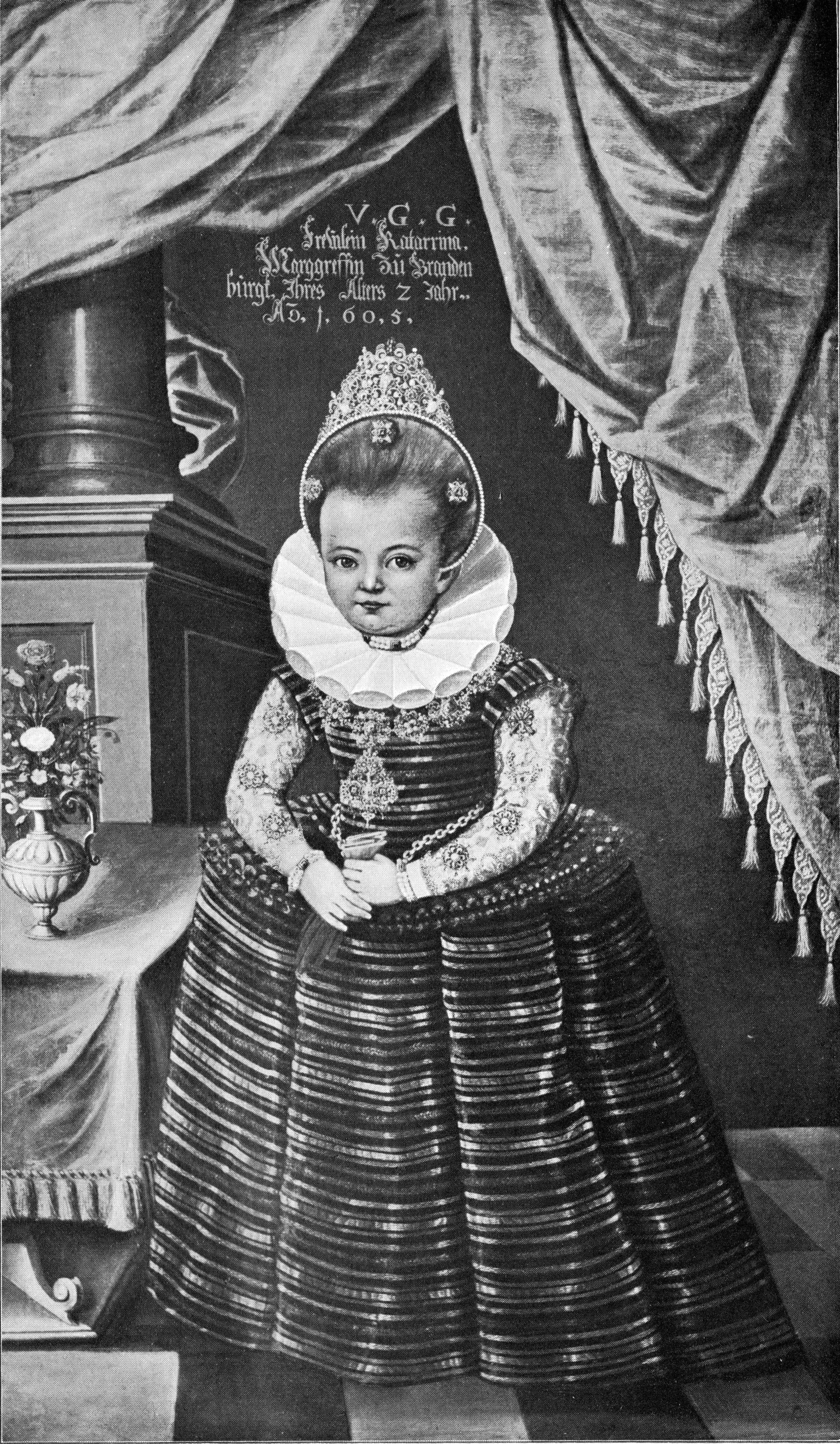
Katharina
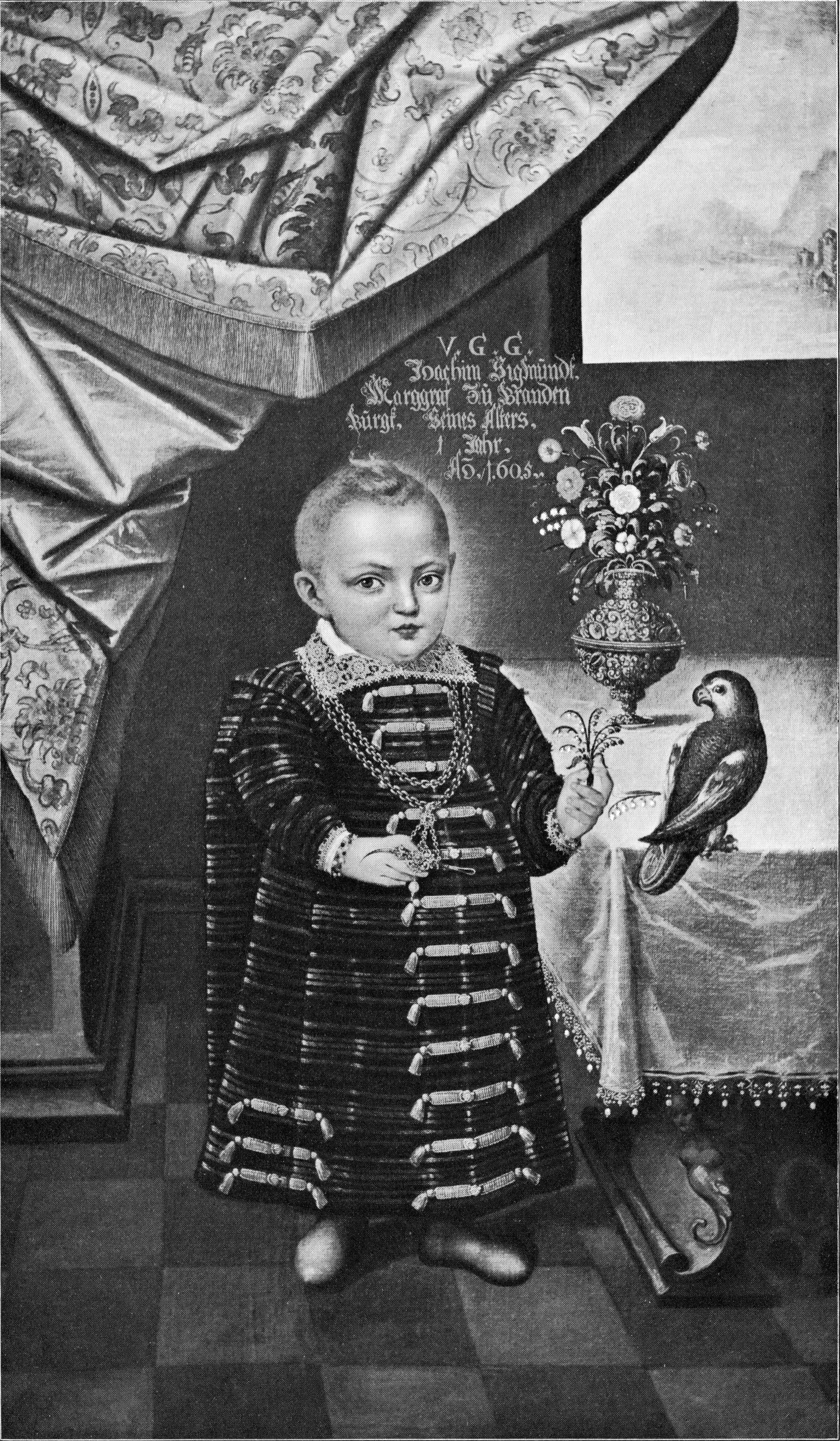
Joachim Sigismund